# Reeves Nelson
Reeves Bruce Nelson (Modesto, 18 settembre 1991) è un ex cestista statunitense.

## Carriera
Dal 2009 al 9 dicembre 2011 ha giocato nei Bruins di UCLA. Il 23 dicembre si trasferisce ufficialmente allo Žalgiris Kaunas. Con la squadra lituana firma un contratto valido fino al 1º febbraio 2012 e disputa un incontro di Eurolega contro il Maccabi Tel Aviv, 3 in Lietuvos krepšinio lyga e 2 in VTB United League.
Il 5 settembre 2012 firma ufficialmente per i Los Angeles Lakers, venendo però tagliato prima dell'inizio della stagione.